# Montlevicq
Montlevicq é uma comuna francesa na região administrativa do Centro, no departamento Indre. Estende-se por uma área de 18,43 km². Em 2010 a comuna tinha 113 habitantes (densidade: 6,1 hab./km²).